# دوري البلطيق لكرة السلة 2016–17
دوري البلطيق لكرة السلة 2016–17 هو الموسم 13 من  دوري البلطيق لكرة السلة. أشرف على تنظيمه اتحاد الدوريات الأوروبية لكرة السلة ‏، وكان عدد الأندية المشاركة فيه  22، وفاز فيه BC Prienai ‏.